# Ducado de Berwick
El ducado de Berwick es un título nobiliario de Inglaterra referido a Berwick-upon-Tweed en el condado de Northumberland junto a la frontera escocesa.
Fue otorgado a James Fitz-James, hijo ilegítimo del rey Jacobo II de Inglaterra y Arabella Churchill, en 1687; este título fue creado como par de Inglaterra y solo se transmite por vía masculina no pudiendo ser ostentado por mujeres tal y como se estila con los títulos de Inglaterra. Generalmente en Inglaterra se considera que es un título perdido por cuanto el primer duque siguió al exilio a su padre natural, el rey Jacobo II de Inglaterra. Sin embargo, algunos han discutido esta pérdida pues nunca fue realizada correctamente, y por tanto consideran que el título sigue existiendo, estando actualmente en posesión de Jacobo Hernando Fitz-James Stuart y Gómez, XVI Duque de Peñaranda de Duero.
Asociado a este título se encuentran los de conde de Tinmouth (Earl o Countess of Tinmouth) y de barón Bosworth (Baron Bosworth).
Fue reconocido como título español en 26 de abril de 1882 a Carlos María Fitz James Stuart y Portocarrero. Y se le concedió la Grandeza de España a su hijo Jacobo Fitz-James Stuart y Falcó por R. D. de 9 de septiembre de 1902 y R.C.S. de 19 de junio de 1906.

## Los duques en España
Durante casi trescientos años los duques de Berwick han vivido en España. 
Cuando Jacobo Fitz-James Stuart y Falcó murió en 1953, su hija Cayetana Fitz-James Stuart aplicó las leyes españolas para sucederlo en el título y correspondiente grandeza de España, por lo que en España fue reconocida como duquesa de Berwick. Esto, bajo el amparo de la legislación española.
Sin embargo, a la muerte de Jacobo Fitz-James Stuart y Falcó, y bajo legislación británica, el heredero del título de duque de Berwick fue su sobrino, don Fernando Fitz-James Stuart y Saavedra, padre del actual duque de Berwick, Jacobo Hernando Fitz-James Stuart y Gómez.
Como consecuencia, luego de la muerte de Jacobo Fitz-James Stuart y Falcó, quedaron dos títulos en existencia, uno bajo el amparo de Gran Bretaña y otro –aparte– en España. Lo que quiere decir que existe un título británico de duque de Berwick o Duke of Berwick y un título español de duque de Berwick. Esto se debe a que el título de Duke of Berwick inglés solo permite la sucesión masculina; por ende, en un principio, es el sobrino de Jacobo Fitz-James Stuart el heredero de este título inglés y sus subsidiarios y legalmente se le llama Duke of Berwick. Sin embargo, su prima, Cayetana Fitz-James Stuart, también heredó el título de duquesa de Berwick, como título español.

## Duques de Berwick-upon-Tweed

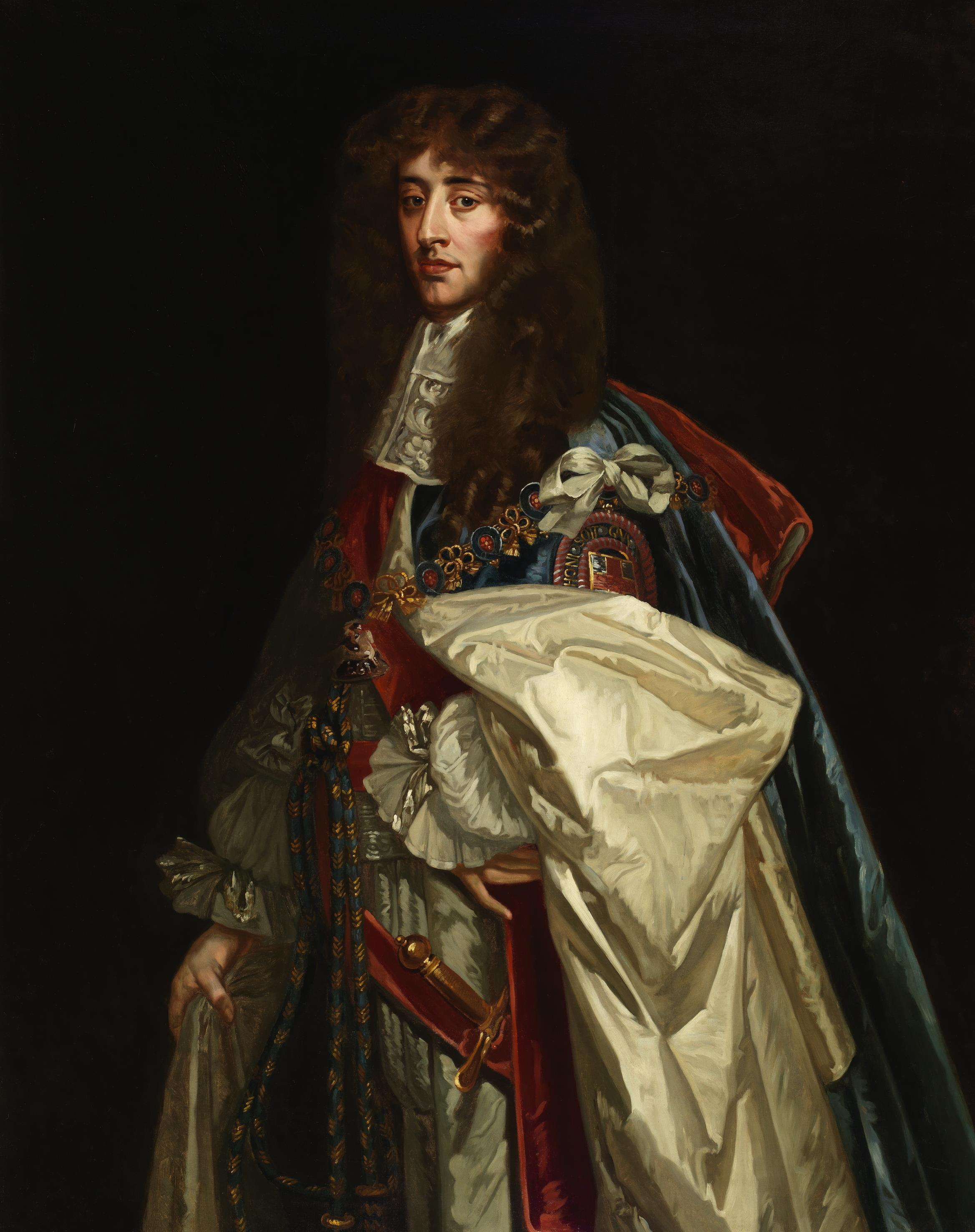
Retrato de James Fitz-James (1670-1734), que fue hijo ilegítimo del rey Jacobo II de Inglaterra y el primer duque de Berwick.

|                                              | Titular                                                | Periodo                                      |
| Creación por Jacobo II de Inglaterra en 1688 | Creación por Jacobo II de Inglaterra en 1688           | Creación por Jacobo II de Inglaterra en 1688 |
| -------------------------------------------- | ------------------------------------------------------ | -------------------------------------------- |
| i                                            | Jacobo Fitz-James Stuart y Churchill                   | 1707-1734                                    |
| ii                                           | Jacobo Francisco Fitz-James Stuart y Burgh             | 1734-1738                                    |
| iii                                          | Jacobo Francisco Fitz-James Stuart y Colón de Portugal | 1738-1785                                    |
| iv                                           | Carlos Bernardo Fitz-James Stuart y Silva              | 1785-1787                                    |
| v                                            | Jacobo Felipe Fitz-James Stuart zu Stolberg-Gedern     | 1787-1795                                    |
| vi                                           | Jacobo José Fitz-James Stuart y Silva                  | 1795-1795                                    |
| vii                                          | Carlos Miguel Fitz-James Stuart y Silva                | 1795-1835                                    |
| viii                                         | Jacobo Fitz-James Stuart y Ventimiglia                 | 1835-1881                                    |
| ix                                           | Carlos María Stuart Fitz-James y Palafox Portocarrero  | 1881-1901                                    |
| x                                            | Jacobo Fitz-James Stuart y Falcó                       | 1901-1953                                    |
| xi                                           | Fernando Alfonso Fitz-James Stuart y Saavedra          | 1953-1971                                    |
| xii                                          | Jacobo Hernando Fitz-James Stuart y Gómez              | 1971                                         |

### Sucesión como título español
| | Titular | Periodo |
| Reconocimiento como título del Reino por Alfonso XII en 1882 Concedida la Grandeza de España por Alfonso XIII en 1902 | Reconocimiento como título del Reino por Alfonso XII en 1882 Concedida la Grandeza de España por Alfonso XIII en 1902 | Reconocimiento como título del Reino por Alfonso XII en 1882 Concedida la Grandeza de España por Alfonso XIII en 1902 |
| --- | --- | --- |
| ix | Carlos María Stuart Fitz-James y Palafox Portocarrero                                                                 | 1881-1901 |
| x | Jacobo Fitz-James Stuart y Falcó                                                                                      | 1901-1953 |
| xi | María del Rosario Cayetana Fitz-James Stuart                                                                          | 1955-2014 |
| xii | Carlos Fitz-James Stuart y Martínez de Irujo                                                                          | 2014-actual titular                                                                                                   |

## Árbol Genealógico
| Leyenda                                                             |
| ------------------------------------------------------------------- |
| Título británico Título español Título tanto británico como español |

|  |  |  |  |  |  |  |  | Jacobo II de Inglaterra, Rey de Inglaterra, Escocia e Irlanda                                            |                                                                                       |                                                                                       |                                                                                       |                                                                                       |                                                                                       |  |  |  |  |  |  | | | | | | |  |  |  |  |  |  | | | | | | |  |  |  |  |  |  |  |  |  |  |  |  |
|  |  |  |  |  |  |  |  | |                                                                                       |                                                                                       |                                                                                       |                                                                                       |                                                                                       |  |  |  |  |  |  | | | | | | |  |  |  |  |  |  | | | | | | |  |  |  |  |  |  |  |  |  |  |  |  |
|  |  |  |  |  |  |  |  | James Fitz-James, I Duque de Berwick I Duque de Liria y Jérica                                           |                                                                                       |                                                                                       |                                                                                       |                                                                                       |                                                                                       |  |  |  |  |  |  | | | | | | |  |  |  |  |  |  | | | | | | |  |  |  |  |  |  |  |  |  |  |  |  |
|  |  |  |  |  |  |  |  | |                                                                                       |                                                                                       |                                                                                       |                                                                                       |                                                                                       |  |  |  |  |  |  | | | | | | |  |  |  |  |  |  | | | | | | |  |  |  |  |  |  |  |  |  |  |  |  |
|  |  |  |  |  |  |  |  | Jacobo Francisco Fitz-James Stuart y Burgh, II Duque de Berwick II Duque de Liria y Jérica               |                                                                                       |                                                                                       |                                                                                       |                                                                                       |                                                                                       |  |  |  |  |  |  | | | | | | |  |  |  |  |  |  | | | | | | |  |  |  |  |  |  |  |  |  |  |  |  |
|  |  |  |  |  |  |  |  | |                                                                                       |                                                                                       |                                                                                       |                                                                                       |                                                                                       |  |  |  |  |  |  | | | | | | |  |  |  |  |  |  | | | | | | |  |  |  |  |  |  |  |  |  |  |  |  |
|  |  |  |  |  |  |  |  | Jacobo Francisco Fitz-James Stuart y Colón de Portugal, III Duque de Berwick III Duque de Liria y Jérica |                                                                                       |                                                                                       |                                                                                       |                                                                                       |                                                                                       |  |  |  |  |  |  | | | | | | |  |  |  |  |  |  | | | | | | |  |  |  |  |  |  |  |  |  |  |  |  |
|  |  |  |  |  |  |  |  | |                                                                                       |                                                                                       |                                                                                       |                                                                                       |                                                                                       |  |  |  |  |  |  | | | | | | |  |  |  |  |  |  | | | | | | |  |  |  |  |  |  |  |  |  |  |  |  |
|  |  |  |  |  |  |  |  | |                                                                                       |                                                                                       |                                                                                       |                                                                                       |                                                                                       |  |  |  |  |  |  | | | | | | |  |  |  |  |  |  | | | | | | |  |  |  |  |  |  |  |  |  |  |  |  |
|  |  |  |  |  |  |  |  | Jacobo José Fitz-James Stuart y Silva, IV Duque de Berwick IV Duque de Liria y Jérica                    | Jacobo José Fitz-James Stuart y Silva, IV Duque de Berwick IV Duque de Liria y Jérica | Jacobo José Fitz-James Stuart y Silva, IV Duque de Berwick IV Duque de Liria y Jérica | Jacobo José Fitz-James Stuart y Silva, IV Duque de Berwick IV Duque de Liria y Jérica | Jacobo José Fitz-James Stuart y Silva, IV Duque de Berwick IV Duque de Liria y Jérica | Jacobo José Fitz-James Stuart y Silva, IV Duque de Berwick IV Duque de Liria y Jérica |  |  |  |  |  |  | Carlos Bernardo Fitz-James Stuart y Silva, V Duque de Berwick V Duque de Liria y Jérica XIV Duque de Alba                                 | Carlos Bernardo Fitz-James Stuart y Silva, V Duque de Berwick V Duque de Liria y Jérica XIV Duque de Alba                                 | Carlos Bernardo Fitz-James Stuart y Silva, V Duque de Berwick V Duque de Liria y Jérica XIV Duque de Alba                                 | Carlos Bernardo Fitz-James Stuart y Silva, V Duque de Berwick V Duque de Liria y Jérica XIV Duque de Alba                                 | Carlos Bernardo Fitz-James Stuart y Silva, V Duque de Berwick V Duque de Liria y Jérica XIV Duque de Alba                                 | Carlos Bernardo Fitz-James Stuart y Silva, V Duque de Berwick V Duque de Liria y Jérica XIV Duque de Alba                                 |  |  |  |  |  |  | | | | | | |  |  |  |  |  |  |  |  |  |  |  |  |
|  |  |  |  |  |  |  |  | Jacobo José Fitz-James Stuart y Silva, IV Duque de Berwick IV Duque de Liria y Jérica                    | Jacobo José Fitz-James Stuart y Silva, IV Duque de Berwick IV Duque de Liria y Jérica | Jacobo José Fitz-James Stuart y Silva, IV Duque de Berwick IV Duque de Liria y Jérica | Jacobo José Fitz-James Stuart y Silva, IV Duque de Berwick IV Duque de Liria y Jérica | Jacobo José Fitz-James Stuart y Silva, IV Duque de Berwick IV Duque de Liria y Jérica | Jacobo José Fitz-James Stuart y Silva, IV Duque de Berwick IV Duque de Liria y Jérica |  |  |  |  |  |  | Carlos Bernardo Fitz-James Stuart y Silva, V Duque de Berwick V Duque de Liria y Jérica XIV Duque de Alba                                 | Carlos Bernardo Fitz-James Stuart y Silva, V Duque de Berwick V Duque de Liria y Jérica XIV Duque de Alba                                 | Carlos Bernardo Fitz-James Stuart y Silva, V Duque de Berwick V Duque de Liria y Jérica XIV Duque de Alba                                 | Carlos Bernardo Fitz-James Stuart y Silva, V Duque de Berwick V Duque de Liria y Jérica XIV Duque de Alba                                 | Carlos Bernardo Fitz-James Stuart y Silva, V Duque de Berwick V Duque de Liria y Jérica XIV Duque de Alba                                 | Carlos Bernardo Fitz-James Stuart y Silva, V Duque de Berwick V Duque de Liria y Jérica XIV Duque de Alba                                 |  |  |  |  |  |  | | | | | | |  |  |  |  |  |  |  |  |  |  |  |  |
|  |  |  |  |  |  |  |  | |                                                                                       |                                                                                       |                                                                                       |                                                                                       |                                                                                       |  |  |  |  |  |  | Jacobo Felipe Fitz-James Stuart zu Stolberg-Gedern, VI Duque de Berwick VI Duque de Liria y Jérica XV Duque de Alba                       | | | | | |  |  |  |  |  |  | | | | | | |  |  |  |  |  |  |  |  |  |  |  |  |
|  |  |  |  |  |  |  |  | |                                                                                       |                                                                                       |                                                                                       |                                                                                       |                                                                                       |  |  |  |  |  |  | | | | | | |  |  |  |  |  |  | | | | | | |  |  |  |  |  |  |  |  |  |  |  |  |
|  |  |  |  |  |  |  |  | |                                                                                       |                                                                                       |                                                                                       |                                                                                       |                                                                                       |  |  |  |  |  |  | Carlos Miguel Fitz-James Stuart y Silva, VII Duque de Berwick VII Duque de Liria y Jérica XVI Duque de Alba                               | | | | | |  |  |  |  |  |  | | | | | | |  |  |  |  |  |  |  |  |  |  |  |  |
|  |  |  |  |  |  |  |  | |                                                                                       |                                                                                       |                                                                                       |                                                                                       |                                                                                       |  |  |  |  |  |  | | | | | | |  |  |  |  |  |  | | | | | | |  |  |  |  |  |  |  |  |  |  |  |  |
|  |  |  |  |  |  |  |  | |                                                                                       |                                                                                       |                                                                                       |                                                                                       |                                                                                       |  |  |  |  |  |  | Jacobo Fitz-James Stuart y Ventimiglia, VIII Duque de Berwick VIII Duque de Liria y Jérica XVII Duque de Alba                             | | | | | |  |  |  |  |  |  | | | | | | |  |  |  |  |  |  |  |  |  |  |  |  |
|  |  |  |  |  |  |  |  | |                                                                                       |                                                                                       |                                                                                       |                                                                                       |                                                                                       |  |  |  |  |  |  | | | | | | |  |  |  |  |  |  | | | | | | |  |  |  |  |  |  |  |  |  |  |  |  |
|  |  |  |  |  |  |  |  | |                                                                                       |                                                                                       |                                                                                       |                                                                                       |                                                                                       |  |  |  |  |  |  | Carlos María Fitz-James Stuart y Palafox, IX Duque de Berwick IX Duque de Liria y Jérica XVIII Duque de Alba                              | | | | | |  |  |  |  |  |  | | | | | | |  |  |  |  |  |  |  |  |  |  |  |  |
|  |  |  |  |  |  |  |  | |                                                                                       |                                                                                       |                                                                                       |                                                                                       |                                                                                       |  |  |  |  |  |  | | | | | | |  |  |  |  |  |  | | | | | | |  |  |  |  |  |  |  |  |  |  |  |  |
|  |  |  |  |  |  |  |  | |                                                                                       |                                                                                       |                                                                                       |                                                                                       |                                                                                       |  |  |  |  |  |  | | | | | | |  |  |  |  |  |  | | | | | | |  |  |  |  |  |  |  |  |  |  |  |  |
|  |  |  |  |  |  |  |  | |                                                                                       |                                                                                       |                                                                                       |                                                                                       |                                                                                       |  |  |  |  |  |  | Jacobo Fitz-James Stuart y Falcó, X Duque de Berwick (Con grandeza de España) X Duque de Liria y Jérica XIX Duque de Alba                 | Jacobo Fitz-James Stuart y Falcó, X Duque de Berwick (Con grandeza de España) X Duque de Liria y Jérica XIX Duque de Alba                 | Jacobo Fitz-James Stuart y Falcó, X Duque de Berwick (Con grandeza de España) X Duque de Liria y Jérica XIX Duque de Alba                 | Jacobo Fitz-James Stuart y Falcó, X Duque de Berwick (Con grandeza de España) X Duque de Liria y Jérica XIX Duque de Alba                 | Jacobo Fitz-James Stuart y Falcó, X Duque de Berwick (Con grandeza de España) X Duque de Liria y Jérica XIX Duque de Alba                 | Jacobo Fitz-James Stuart y Falcó, X Duque de Berwick (Con grandeza de España) X Duque de Liria y Jérica XIX Duque de Alba                 |  |  |  |  |  |  | Hernando Fitz-James Stuart y Falcó, XVIII Duque de Peñaranda de Duero                              | Hernando Fitz-James Stuart y Falcó, XVIII Duque de Peñaranda de Duero                              | Hernando Fitz-James Stuart y Falcó, XVIII Duque de Peñaranda de Duero                              | Hernando Fitz-James Stuart y Falcó, XVIII Duque de Peñaranda de Duero                              | Hernando Fitz-James Stuart y Falcó, XVIII Duque de Peñaranda de Duero                              | Hernando Fitz-James Stuart y Falcó, XVIII Duque de Peñaranda de Duero                              |  |  |  |  |  |  |  |  |  |  |  |  |
|  |  |  |  |  |  |  |  | |                                                                                       |                                                                                       |                                                                                       |                                                                                       |                                                                                       |  |  |  |  |  |  | Jacobo Fitz-James Stuart y Falcó, X Duque de Berwick (Con grandeza de España) X Duque de Liria y Jérica XIX Duque de Alba                 | Jacobo Fitz-James Stuart y Falcó, X Duque de Berwick (Con grandeza de España) X Duque de Liria y Jérica XIX Duque de Alba                 | Jacobo Fitz-James Stuart y Falcó, X Duque de Berwick (Con grandeza de España) X Duque de Liria y Jérica XIX Duque de Alba                 | Jacobo Fitz-James Stuart y Falcó, X Duque de Berwick (Con grandeza de España) X Duque de Liria y Jérica XIX Duque de Alba                 | Jacobo Fitz-James Stuart y Falcó, X Duque de Berwick (Con grandeza de España) X Duque de Liria y Jérica XIX Duque de Alba                 | Jacobo Fitz-James Stuart y Falcó, X Duque de Berwick (Con grandeza de España) X Duque de Liria y Jérica XIX Duque de Alba                 |  |  |  |  |  |  | Hernando Fitz-James Stuart y Falcó, XVIII Duque de Peñaranda de Duero                              | Hernando Fitz-James Stuart y Falcó, XVIII Duque de Peñaranda de Duero                              | Hernando Fitz-James Stuart y Falcó, XVIII Duque de Peñaranda de Duero                              | Hernando Fitz-James Stuart y Falcó, XVIII Duque de Peñaranda de Duero                              | Hernando Fitz-James Stuart y Falcó, XVIII Duque de Peñaranda de Duero                              | Hernando Fitz-James Stuart y Falcó, XVIII Duque de Peñaranda de Duero                              |  |  |  |  |  |  |  |  |  |  |  |  |
|  |  |  |  |  |  |  |  | |                                                                                       |                                                                                       |                                                                                       |                                                                                       |                                                                                       |  |  |  |  |  |  | Cayetana Fitz-James Stuart, XI Duquesa de Berwick (Con grandeza de España) XI Duquesa de Liria y Jérica XX Duquesa de Alba                | Cayetana Fitz-James Stuart, XI Duquesa de Berwick (Con grandeza de España) XI Duquesa de Liria y Jérica XX Duquesa de Alba                | Cayetana Fitz-James Stuart, XI Duquesa de Berwick (Con grandeza de España) XI Duquesa de Liria y Jérica XX Duquesa de Alba                | Cayetana Fitz-James Stuart, XI Duquesa de Berwick (Con grandeza de España) XI Duquesa de Liria y Jérica XX Duquesa de Alba                | Cayetana Fitz-James Stuart, XI Duquesa de Berwick (Con grandeza de España) XI Duquesa de Liria y Jérica XX Duquesa de Alba                | Cayetana Fitz-James Stuart, XI Duquesa de Berwick (Con grandeza de España) XI Duquesa de Liria y Jérica XX Duquesa de Alba                |  |  |  |  |  |  | Fernando Alfonso Fitz-James Stuart y Saavedra, XI Duque de Berwick XIX Duque de Peñaranda de Duero | Fernando Alfonso Fitz-James Stuart y Saavedra, XI Duque de Berwick XIX Duque de Peñaranda de Duero | Fernando Alfonso Fitz-James Stuart y Saavedra, XI Duque de Berwick XIX Duque de Peñaranda de Duero | Fernando Alfonso Fitz-James Stuart y Saavedra, XI Duque de Berwick XIX Duque de Peñaranda de Duero | Fernando Alfonso Fitz-James Stuart y Saavedra, XI Duque de Berwick XIX Duque de Peñaranda de Duero | Fernando Alfonso Fitz-James Stuart y Saavedra, XI Duque de Berwick XIX Duque de Peñaranda de Duero |  |  |  |  |  |  |  |  |  |  |  |  |
|  |  |  |  |  |  |  |  | |                                                                                       |                                                                                       |                                                                                       |                                                                                       |                                                                                       |  |  |  |  |  |  | Cayetana Fitz-James Stuart, XI Duquesa de Berwick (Con grandeza de España) XI Duquesa de Liria y Jérica XX Duquesa de Alba                | Cayetana Fitz-James Stuart, XI Duquesa de Berwick (Con grandeza de España) XI Duquesa de Liria y Jérica XX Duquesa de Alba                | Cayetana Fitz-James Stuart, XI Duquesa de Berwick (Con grandeza de España) XI Duquesa de Liria y Jérica XX Duquesa de Alba                | Cayetana Fitz-James Stuart, XI Duquesa de Berwick (Con grandeza de España) XI Duquesa de Liria y Jérica XX Duquesa de Alba                | Cayetana Fitz-James Stuart, XI Duquesa de Berwick (Con grandeza de España) XI Duquesa de Liria y Jérica XX Duquesa de Alba                | Cayetana Fitz-James Stuart, XI Duquesa de Berwick (Con grandeza de España) XI Duquesa de Liria y Jérica XX Duquesa de Alba                |  |  |  |  |  |  | Fernando Alfonso Fitz-James Stuart y Saavedra, XI Duque de Berwick XIX Duque de Peñaranda de Duero | Fernando Alfonso Fitz-James Stuart y Saavedra, XI Duque de Berwick XIX Duque de Peñaranda de Duero | Fernando Alfonso Fitz-James Stuart y Saavedra, XI Duque de Berwick XIX Duque de Peñaranda de Duero | Fernando Alfonso Fitz-James Stuart y Saavedra, XI Duque de Berwick XIX Duque de Peñaranda de Duero | Fernando Alfonso Fitz-James Stuart y Saavedra, XI Duque de Berwick XIX Duque de Peñaranda de Duero | Fernando Alfonso Fitz-James Stuart y Saavedra, XI Duque de Berwick XIX Duque de Peñaranda de Duero |  |  |  |  |  |  |  |  |  |  |  |  |
|  |  |  |  |  |  |  |  | |                                                                                       |                                                                                       |                                                                                       |                                                                                       |                                                                                       |  |  |  |  |  |  | Carlos Fitz-James Stuart y Martínez de Irujo, XII Duque de Berwick (Con grandeza de España) XII Duque de Liria y Jérica XXI Duque de Alba | Carlos Fitz-James Stuart y Martínez de Irujo, XII Duque de Berwick (Con grandeza de España) XII Duque de Liria y Jérica XXI Duque de Alba | Carlos Fitz-James Stuart y Martínez de Irujo, XII Duque de Berwick (Con grandeza de España) XII Duque de Liria y Jérica XXI Duque de Alba | Carlos Fitz-James Stuart y Martínez de Irujo, XII Duque de Berwick (Con grandeza de España) XII Duque de Liria y Jérica XXI Duque de Alba | Carlos Fitz-James Stuart y Martínez de Irujo, XII Duque de Berwick (Con grandeza de España) XII Duque de Liria y Jérica XXI Duque de Alba | Carlos Fitz-James Stuart y Martínez de Irujo, XII Duque de Berwick (Con grandeza de España) XII Duque de Liria y Jérica XXI Duque de Alba |  |  |  |  |  |  | Jacobo Hernando Fitz-James Stuart y Gómez, XII Duque de Berwick XX Duque de Peñaranda de Duero     | Jacobo Hernando Fitz-James Stuart y Gómez, XII Duque de Berwick XX Duque de Peñaranda de Duero     | Jacobo Hernando Fitz-James Stuart y Gómez, XII Duque de Berwick XX Duque de Peñaranda de Duero     | Jacobo Hernando Fitz-James Stuart y Gómez, XII Duque de Berwick XX Duque de Peñaranda de Duero     | Jacobo Hernando Fitz-James Stuart y Gómez, XII Duque de Berwick XX Duque de Peñaranda de Duero     | Jacobo Hernando Fitz-James Stuart y Gómez, XII Duque de Berwick XX Duque de Peñaranda de Duero     |  |  |  |  |  |  |  |  |  |  |  |  |